# Die Prüfung (2006)
Die Prüfung ist ein türkischer Actionfilm aus dem Jahr 2006. Regisseur war Ömer Faruk Sorak, Drehbuchautor Yiğit Güralp. Der Film kam in Deutschland am 26. Oktober 2006 in die Kinos.

## Handlung
Die Freunde Mert, Sinan, Kaan, Uluç und das Mädchen im Bunde, Gamze, sind mitten im Prüfungsstress. Sie alle tragen die Sorgen von daheim mit sich rum, lernen bzw. arbeiten. In dieser Situation kommen sie auf die Idee, die Prüfung einfach zu klauen.
Gesagt, getan. Nach einigen Turbulenzen schaffen es die Freunde, die Unterlagen zu einem Test zu „organisieren“. Doch nach diesem erfolgreichen Coup wollen sie noch mehr. Nun wollen sie die Aufnahmeprüfungen der Universität stehlen. Die werden allerdings um einiges sicherer aufbewahrt und besser bewacht. Da rufen sie Charles (Jean-Claude Van Damme) zu Hilfe, einen Meisterdieb, der noch eine Schuld mit einem der Jungs zu begleichen hat.

## Kritik
Outnow schrieb: Ömer Faruk Sorak versucht er mit Sınav ein relativ ernstes Thema in einen witzigen Film zu packen, denn er spickt eine Komödie mit Action und zusätzlicher Dramatik. Was schlussendlich rauskommt, ist (leider) kein lustiger Film, sondern einer, der ein bisschen was von vielen Genres nimmt und somit nirgendwo richtig einzuordnen ist.